# Cnidoscolus aconitifolius
Cnidoscolus aconitifolius là một loài thực vật có hoa trong họ Đại kích. Loài này được (Mill.) I.M.Johnst. mô tả khoa học đầu tiên năm 1923.

## Hình ảnh

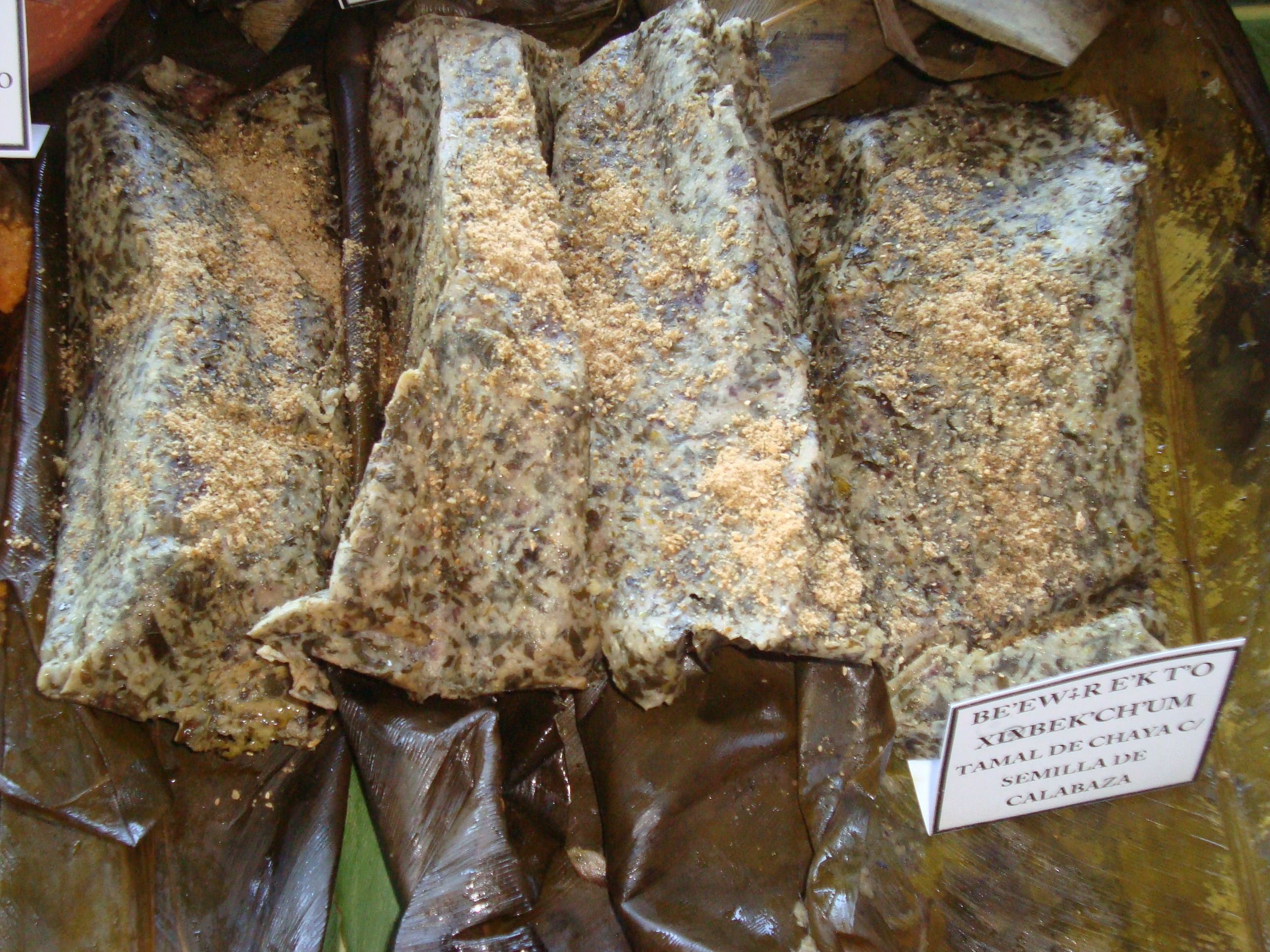
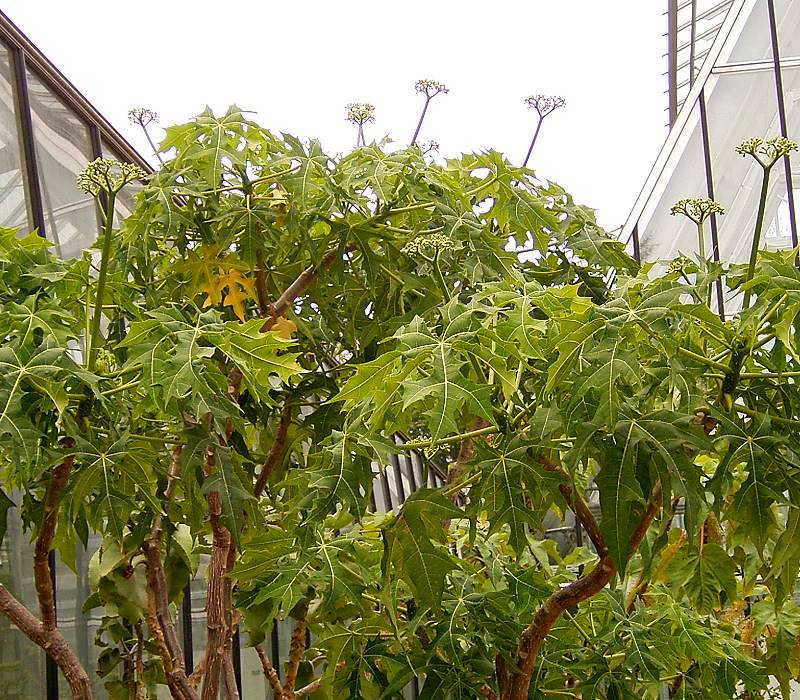